# Адмиралтейств-коллегия (Швеция)
Адмиралтейств-коллегия (швед. Amiralitetskollegiet) — центральный государственный орган управления военно-морским флотом Швеции в XVII—XVIII вв.
В 1617 г. в Швеции было создано Адмиралтейство, которое возглавил риксадмирал Карл Юлленъельм. Однако в то время так и не было издано какого-либо положения об Адмиралтействе. Лишь в форме правления 1634 г. было закреплено её коллегиальное устройство, и она заняла третье по важности место среди коллегий. На коллегию возлагалось управление военно-морским флотом Швеции и вменялось в обязанность рассмотрение военных и экономических вопросов его деятельности.
В состав коллегии входили риксадмирал, который являлся её президентом, два члена риксрода и четыре вице-адмирала.
Первоначально коллегия располагалась в Стокгольме, однако в 1680 году была переведена в Карлскруну, базу шведского военно-морского флота. После различных преобразований, сильно ограничивших полномочия коллегии, она в 1776 г. вновь была возвращена в шведскую столицу.
Упразднена в 1791 г., когда вместо неё было создано Главное военно-морское управление (Generalsjömilitiekontoret).

## Список президентов коллегии
- Стенбок, Густав Отто (1680—1682)
- Вахтмейстер, Ханс (1682—1713)
- Ливен, Хенрик фон (1714—1719)
- Спарре, Клас (1719—1727)
- Вахтмейстер, Карл Ханс (1727—1731)
- Таубе, Эдвард Дидрик (1731—1734)
- Псиландер, Густав фон (1734—1738)
- Лёве, Карл Хенрик фон (1738—1741)
- Груббе, Густав (1742—1759)
- Спарре, Карл (1759—1770)
- Спарре, Эрик (1771—1775)
- Фалькенгрен, Кристофер (1776—1780)